# الاستفتاء العراقي المخطط حول اتفاقية وضع القوات
كان من المقرر إجراء الاستفتاء العراقي المخطط حول اتفاقية وضع القوات (الاتفاقية العراقية الأمريكية 2008) بين الولايات المتحدة والعراق في عام 2010. وعلى الرغم من التوقعات، لم يُجرَ الاستفتاء في 7 مارس 2010 بالتزامن مع الانتخابات البرلمانية؛ وكان من المقرر أصلاً أن يُجرى في 30 يوليو 2009.

## الاتفاقية
كانت الاتفاقية ضرورية لأن السلطة القانونية لوجود القوات الأمريكية - بموجب قرار مجلس الأمن الدولي رقم 1790 - انتهت في 31 ديسمبر 2008.
بموجب هذه الاتفاقية، كان يجب على الجيش الأمريكي الانسحاب من جميع المدن العراقية بحلول منتصف عام 2009، والانسحاب الكامل من العراق بحلول نهاية عام 2011. كانت المحاكم العراقية قادرة على محاكمة الجرائم التي يرتكبها الجنود الأمريكيون خلال فترات إجازتهم خارج قواعدهم العسكرية. كما تم منع الولايات المتحدة من استخدام العراق كقاعدة لمهاجمة أي دولة أخرى - في استجابة للقصف الأخير على سوريا - وكانت السيطرة على العمليات وحركة الجيش الأمريكي بيد الجيش العراقي.
قال رئيس الوزراء العراقي، نوري المالكي، إن هذه الاتفاقية ستعيد للعراق "السيادة الكاملة" بحلول عام 2011.
تمت الموافقة على مشروع القانون من قبل مجلس الوزراء العراقي في 16 نوفمبر وأُرسل إلى مجلس النواب للموافقة عليه. وقع وزير الخارجية هوشيار زيباري وسفير الولايات المتحدة رايان كروكر على الاتفاقية في 17 نوفمبر.
قبل التصويت في مجلس النواب العراقي، دعا المرجع الشيعي الأعلى علي السيستاني إلى أن تتمتع الاتفاقية بـ "إجماع واسع" بين جميع الكتل السياسية. استجابة لهذا الطلب، حاولت حكومة المالكي إقناع الأحزاب العربية السنية بدعم الاتفاقية، على الرغم من أن الحكومة كانت تمتلك الأغلبية الكافية في البرلمان لتمرير الاتفاقية دونهم.
عندما جاء مشروع القانون للمناقشة الثانية في نوفمبر، غادر العديد من أعضاء البرلمان البلاد للذهاب لأداء فريضة الحج السنوية في مكة، مما أثار انتقادات من السيستاني الذي قال إن على النواب "تحمل مسؤولياتهم الوطنية والتاريخية والتعبير بصراحة عن آرائهم حول الاتفاقية". وعندما تم طرحها للنقاش لأول مرة، تعرضت الجلسة للصخب من المعارضين في التيار الصدري، لكنها أُقرت في اليوم التالي.
أعربت التحالفات العربية السنية، مثل جبهة التوافق العراقي والجبهة العراقية للحوار الوطني، عن قلقها من أن انسحاب الجيش الأمريكي سيسمح للأغلبية الشيعية بالهيمنة عليهم. ولهذا، طالبوا بإنهاء ملاحقة أعضاء حزب البعث، وإلغاء المحكمة الجنائية العراقية العليا، بالإضافة إلى ضرورة إجراء استفتاء على الاتفاقية في العام التالي. وفي النهاية، وافقت حكومة المالكي على الاستفتاء، مما دفع المجموعتين إلى التخلي عن مطالبهم الأخرى.
أيضاً، عارضت الاتفاقية كل من حزب الفضيلة الإسلامي والجبهة العراقية للحوار الوطني، واعتبروا أنها "تمس السيادة العراقية."
في حال كانت نتيجة الاستفتاء ضد الاتفاقية الأمنية (SOFA)، كان من المقرر أن تقوم الحكومة العراقية بإبلاغ الجانب الأمريكي بإنهاء الاتفاقية، وسيكون على القوات الأمريكية مغادرة العراق خلال عام واحد. وقد صرح نائب الرئيس العراقي آنذاك، طارق الهاشمي: "إذا رفض الشعب العراقي الاتفاقية في الاستفتاء... فإن الحكومة العراقية ستلتزم، وفقًا للقانون، بنتيجة الاستفتاء وستنقل هذه الإرادة إلى الإدارة الأمريكية. سيتم إلغاء الاتفاقية."